# Izvanjski
Izvanjski je nenaseljeni hrvatski jadranski otočić. Nalazi se sjeverno od otoka Proizda, u blizini sjeverozapadnog kraja otoka Korčule, u blizini Vele Luke.
Površina otočića iznosi 5703 m². Dužina obalne crte iznosi 274 m, a iz mora se uzdiže 4 m.
Oko 400 metara južno je otočić Prvi.